# Società del Verbo Divino
La Società del Verbo Divino (in latino Societas Verbi Divini) è un istituto religioso maschile di diritto pontificio: i membri di questa congregazione clericale, detti popolarmente Verbiti, pospongono al loro nome la sigla S.V.D.

## Storia

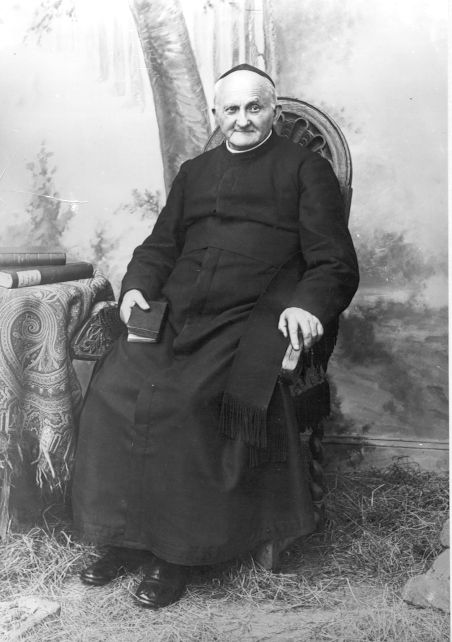
Arnold Janssen, fondatore della Congregazione

La nascita della congregazione è da inquadrarsi nel clima di risveglio dello spirito missionario che pervase l'Europa nella seconda metà del XIX secolo, ma che non aveva ancora riguardato i paesi germanici.
Il sacerdote tedesco Arnold Janssen (1837-1909), della diocesi di Münster, incoraggiato da padre Timoleone Raimondi, missionario del Pontificio Istituto Missioni Estere, ebbe l'intuizione di aprire un seminario per la formazione degli aspiranti missionari di lingua tedesca, ma a causa del clima della Kulturkampf, ciò risultava impossibile in Germania; il suo progetto trovò, comunque, l'esplicito sostegno di trentadue vescovi di Germania, Austria, Paesi Bassi e Lussemburgo.
Il 3 dicembre 1874 il vescovo di Roermond, Joannes Paredis, autorizzò Janssen a erigere un seminario a Steyl, nel Limburgo, e l'8 settembre 1875 ebbe formalmente inizio la nuova congregazione per l'evangelizzazione dei popoli infedeli; i membri della Società, in origine, seguivano la regola del terz'ordine domenicano, poi si dotarono di costituzioni proprie, approvate il 23 gennaio 1889 dal vescovo Franciscus Boermans.
La Santa Sede riconobbe l'istituto il 25 gennaio 1901 e le sue costituzioni vennero approvate il 12 agosto 1905 e, definitivamente, nel 1909.
Il fondatore, beatificato nel 1975, è stato proclamato santo il 5 ottobre 2003 da papa Giovanni Paolo II.

## Attività e diffusione
I verbiti si dedicano essenzialmente alle missioni ad gentes.
Sono presenti in Europa (Austria, Belgio, Bielorussia, Croazia, Germania, Irlanda, Italia, Montenegro, Paesi Bassi, Polonia, Portogallo, Romania, Moldavia, Regno Unito, Russia, Serbia, Slovacchia, Spagna, Svizzera, Ucraina, Ungheria), nelle Americhe (Argentina, Bolivia, Brasile, Canada, Cile, Colombia, Costa Rica, Cuba, Ecuador, Giamaica, Messico, Nicaragua, Panama, Paraguay, Stati Uniti d'America), in Africa (Angola, Benin, Botswana, Ciad, Repubblica Democratica del Congo, Kenya, Ghana, Madagascar, Mozambico, Sudafrica, Togo, Zambia, Zimbabwe, Tanzania), in Asia (Corea del Sud, Filippine, Giappone, India, Papua Nuova Guinea) e in Australia; la sede generalizia è a Roma.
Al 31 dicembre 2005, i Verbiti contavano 401 case e 6.102 religiosi professi, 3.928 dei quali sacerdoti.